# Comput (Philippe de Thaon)

Le Comput est un traité de comput en 3 550 vers, composé en 1113, ou 1119, par l'écrivain anglo-normand Philippe de Thaon.
Philippe a dédié son Comput à son oncle, Honfroi de Thaon, chapelain d'Eudes le Sénéchal.
Le Comput s'inspire du De temporum ratione (en) de Bède le Vénérable, les Gloses de Byrhtferth de Ramsey, du Pseudo-Nimrod ainsi que des computistes tels Helpéric d'Auxerre, Gerland de Besançon et Thurkill.
Le Comput nous est connu par cinq manuscrits. Le plus ancien, l'Additional 4166/9, est conservé à la bibliothèque de l'université de Cambridge. Le 199 (C.3.3), daté de vers 1250, est conservé à la bibliothèque de la cathédrale de Lincoln. Deux autres manuscrits du Comput sont conservés à la British Library de Londres. Le plus ancien des deux est le manuscrit no 1580 de la collection Sloane ; l'autre est le Nero A.V. de la collection Cotton. Le cinquième manuscrit, le Regina Latina 1244, est conservé au Vatican.
L'editio princeps du Comput, par Eduard Mall (de), est parue à Strasbourg en 1873 chez Karl J. Trübner (de).